# 新潟縣中越地震
新潟縣中越地震是發生於2004年10月23日，日本新潟縣中越地方的地震，強度為日本气象厅地震规模6.8，其後有多次6級以上餘震。

## 概要
震源位於新潟縣北魚沼郡川口町（現長岡市），屬逆斷層型之内陸地殻內地震，震源正上方之川口町測得之最大震度7。在日本觀測到震度7之地震，除了1995年阪神大地震之外，為日本地震觀測史上第二次。
本震
- 地震發生時間 ：2004年（平成16年）10月23日 星期六 17時56分00.3秒（JST日本當地時間）
- 震央：新潟縣中越地方、北緯37度17分30秒、東经138度52分0秒
- 震源深度：13.1公里
- 地震規模 ：Mj 6.8[1]
- 最大加速度 ：川口町（現長岡市）約2,515gal

各地之震度
下表列出了震度达到6弱以上的市町村。
| 震度 | 都道府縣 | 市区町村                                                                                  |
| ---- | -------- | ----------------------------------------------------------------------------------------- |
| 7    | 新潟縣   | 川口町                                                                                    |
| 6強  | 新潟縣   | 小千谷市 山古志村 小國町                                                                  |
| 6弱  | 新潟縣   | 長岡市 十日町市 栃尾市 越路町 三島町 堀之内町 広神村 守門村 入広瀬村 川西町 中里村 刈羽村 |

## 災情
事件造成數68人死亡，4805人受傷，28萬戶住家出現停電與通信中斷，8萬人緊急避難，並造成新幹線首次出軌。

## 照片

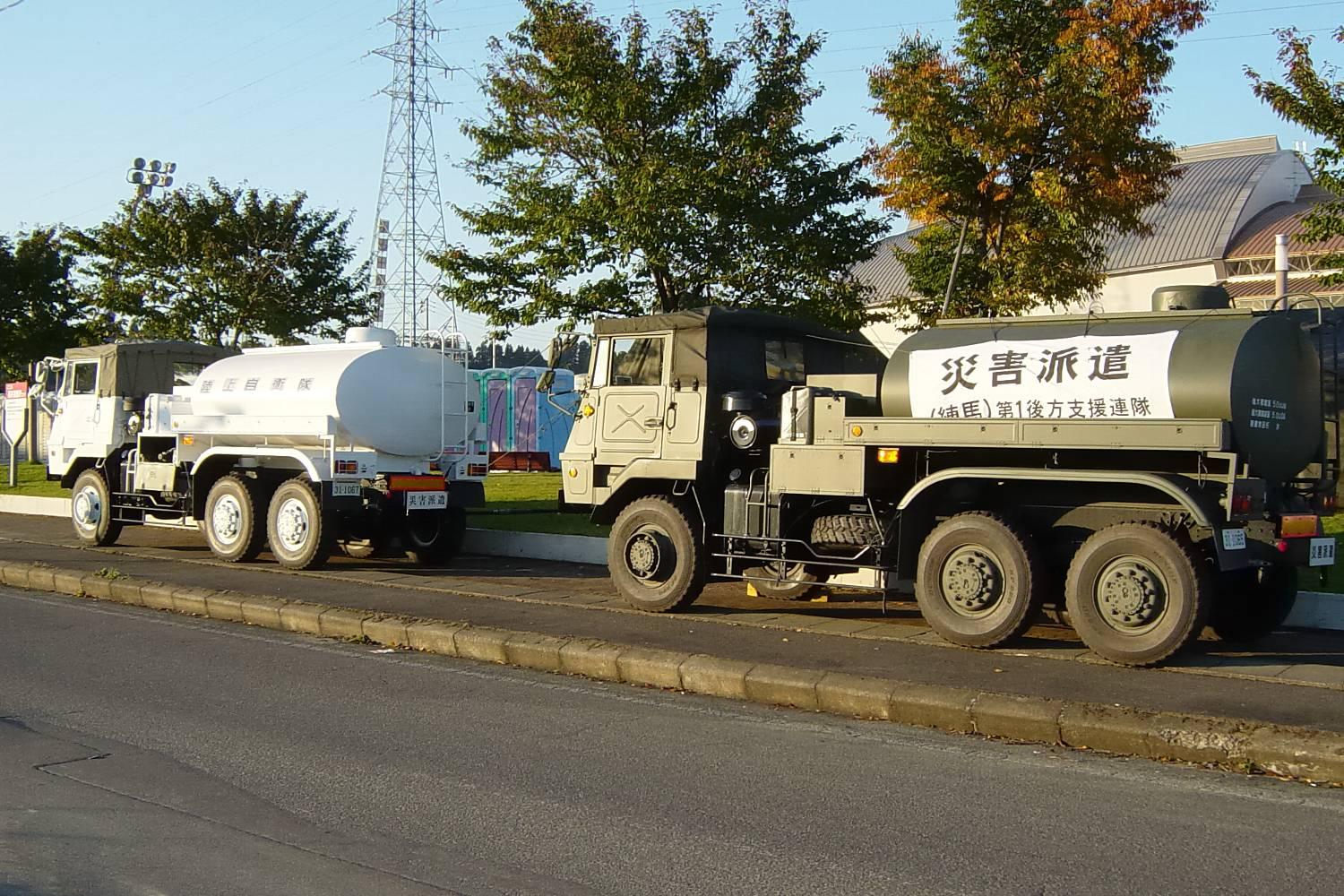
小千谷市綜合體育館前，參加救援行動的日本自衛隊車輛
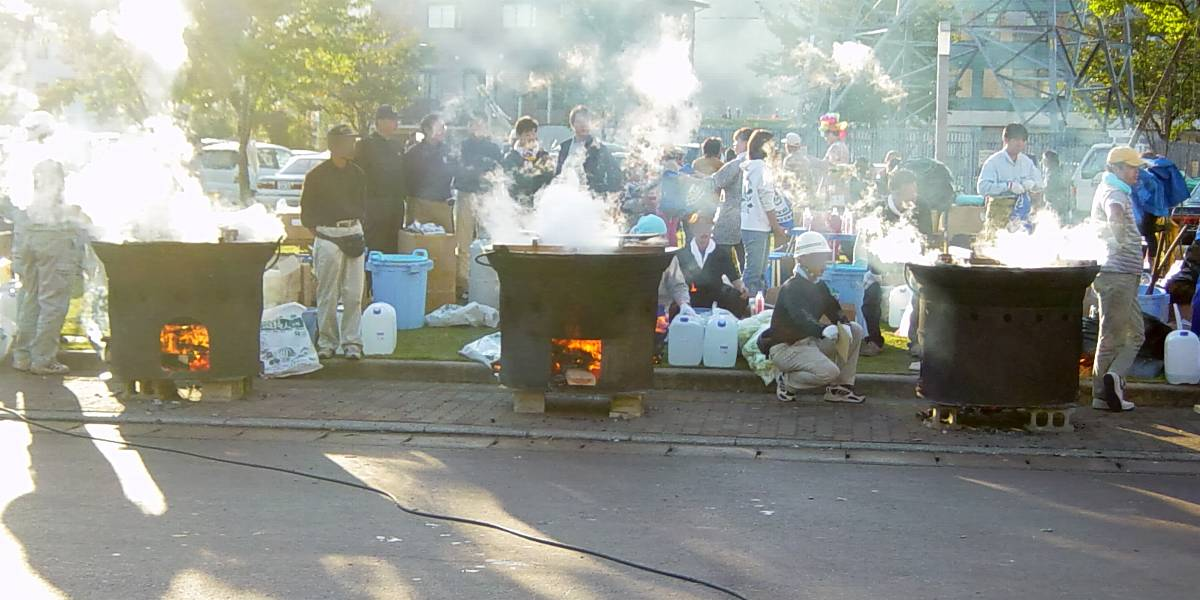
小千谷市綜合體育館前，災民以木材為燃料，集體煮食
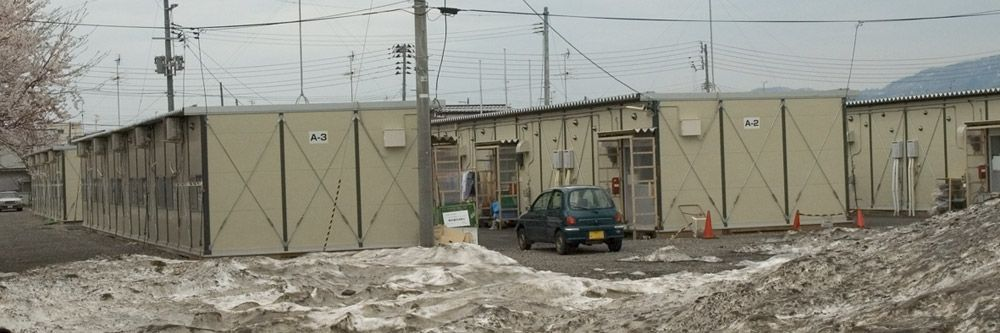
地震後建立的臨時房屋

1. ↑  日本气象厅. .   [2019-01-20]. （原始内容存档于2020-10-03）.